# Benahadux
Benahadux és un municipi de la província d'Almeria, Andalusia. L'any 2006 tenia 3.396 habitants. La seva extensió superficial és de 46 km² i té una densitat de 16 hab/km². Les seves coordenades geogràfiques són 36° 55′ N, 2° 27′ O. Està situada a una altitud de 113 metres i a 10 quilòmetres de la capital de la província, Almeria.

## Demografia
| 1996  | 1998  | 1999  | 2000  | 2001  | 2002  | 2003  | 2004  | 2005  | 2006  |
| ----- | ----- | ----- | ----- | ----- | ----- | ----- | ----- | ----- | ----- |
| 2.702 | 2.740 | 2.775 | 2.814 | 2.888 | 2.924 | 2.983 | 3.058 | 3.205 | 3.396 |